# Amable de Riom
Amable de Riom fue un presbítero de Riom en Auvernia, Aquitania, del siglo V. Se celebra como santo el 18 de octubre. 
Su santuario se encuentra hoy en Riom en la basílica del mismo nombre, la Basílica Saint-Amable.

## Biografía
Amable ejerció su ministerio en la iglesia de Riom, luego fue llamado a la sede episcopal de Auvernia, Clermont, probablemente por Sidonio Apolinar.
Se dice que en su voz las bestias venenosas y los demonios huyeron. Las imágenes y medallas que representan al santo siempre llevan esta inscripción "el diablo huyó, así como la serpiente y el fuego". Se dice que Mirecourt, un lienzo del siglo XVII que representa a San Amable, es conocido por proteger serpientes y magos.
Murió el 11 de noviembre de 475. Sin embargo, su fiesta se celebra el 11 de junio o el 18 de octubre en occidente, el 3 de julio en oriente. Es fiesta en Riom durante dos celebraciones solemnes que marcan el culto a San Amable: el domingo después del 18 de octubre (Saint Amable d’hiver) y el domingo después del 11 de junio (Saint Amable d’été). Durante este gran festival de verano, las reliquias del Santo se llevan en procesión por las calles de la ciudad, así como una rueda de flores hecha por los habitantes.
Su tumba en Clermont fue el lugar de muchos milagros que Gregorio de Tours presenció y nos trajo de vuelta. En el siglo X, sus reliquias de Clermont fueron transferidas a Riom, donde se colocaron en la iglesia de Saint Benigne.
El padre Antoine Déat trasladó su culto a Canadá, donde fue venerado durante mucho tiempo. En la década de 1730, uno de cada diez niños se llama Amable. Se construyó una capilla en su honor en la Basílica de Notre-Dame en Montreal.
Incluso hoy, algunos habitantes de la región de Riom llevan el nombre de Amable. Es costumbre, para los grandes eventos de sus vidas (bautismo, matrimonio, funerales) tocar la campana de San Amable. Esta campana de la basílica se usa normalmente solo durante la celebración de las fiestas del santo.